# Downloadportal
Ein Downloadportal ist ein Internet-Portal, das Dateien, häufig Software, zum Download zur Verfügung zu stellt oder auf Download-Angebote, zum Beispiel per Filesharing, verweist. Hierbei kann es sich sowohl um kostenlose als auch um kostenpflichtige Angebote handeln.
Das Ziel von Downloadportalen ist es, Interessenten und Anbieter von Anwendungen auf einer Plattform zusammenzubringen. Hierzu bieten Portale üblicherweise neben einer Einteilung in verschiedene Themenbereiche (Kategorien) auch eine Suchfunktion sowie Daten über Aktualisierungen bestehender Software, Webspace für Dokumentationsmaterial und Funktionen für Uploads, und Foren für Fragen und Anregungen, für User-Ranking der Angebote und ähnlichem Erfahrungs- und Meinungsaustausch.

## Entwicklung
Durch die zunehmende Automatisierung von typischen Prozessen im Internet, wie z. B. die automatische Suchmaschinen-Anmeldung, werden auch Download-Portale zunehmend automatisch mit Inhalten gefüllt. Um diese Aufgabe noch einfacher zu erfüllen, wurde ein Standard-XML-Format für die Beschreibung von Software entwickelt. In der PAD-Datei können Hersteller alle relevanten Angaben zu ihrer Software festlegen, Download-Portale brauchen diese Daten nur noch in ihre eigenen Datenbanken zu übernehmen, um die Inhalte aktuell zu halten.
Dabei besteht jedoch die Gefahr von falschen Angaben der Daten oder der Beschreibung. Beliebt ist z. B. die Angabe Freeware für kommerzielle Shareware, um mehr Interessenten zum Herunterladen zu bewegen. Auch wurden in der Vergangenheit auf diese Weise Download-Portale dazu missbraucht, Reklame-Software (Adware) oder gar Spionage-Software (Spyware) und andere Schädlinge zu verteilen.
Die derzeit modernste Form des Downloadportals sind die App Stores für Mobile App.
Die klassische Downloadplattform für reine Informationsdaten (Dokumente, Bilder, Medien) hat in Übermittlungsdiensten wie WeTransfer einen Nachfolger gefunden, die die Datengrößen-Begrenzungen im E-Mail-Verkehr umgehen, indem Dateien temporär zwischengespeichert werden.
Insgesamt wird das Konzept des Downloads aber zunehmend vom Filehosting abgelöst, das heißt, Daten werden nicht mehr lokal gespeichert, sondern nur bei Bedarf auf Webservern eingesehen und nur temporär zwischengespeichert, um sie darzustellen. So ein Prinzip ist etwa Dropbox, ein Prinzip, wie es heute als Bestandteil der meisten Benutzerkonten in Social Media, im Web-E-Mailing oder Benutzerkonten bei den großen Internetakteuren implementiert ist. Sogar im Anwendungsbereich wird die traditionelle Installation von interaktiven Webseiten (Web 2.0) abgelöst: Das eigentliche Programm läuft auf einem Internet-Server, der nur die Darstellung ausliefert (Thin Client – typische Beispiele sind Suchmaschinen oder GIS-Anwendungen wie Google Maps, deren Darstellungsprogramm im Regelfall nicht mehr vom Benutzer installiert wird).